# Весёлое (Путивльский район)
Весёлое (укр. Веселе) — село,
Весёловский сельский совет,
Путивльский район,
Сумская область,
Украина.
Код КОАТУУ — 5923881401. Население по переписи 2001 года составляло 543 человека.
Является административным центром Весёловского сельского совета, в который, кроме того, входит село
Шулешовка

## Географическое положение
Село Весёлое находится на берегу реки Рудка в месте впадения её в реку Клевень,
выше по течению на расстоянии в 2 км расположено село Ревякино,
ниже по течению реки Клевень на расстоянии в 2,5 км расположено село Шулешовка,
на противоположном берегу реки Клевень — село Будища (Глуховский район).
Вокруг села много ирригационных каналов.

## История
- Поблизости от села обнаружено 2 поселения — бронзового века и средневековья.
- В период гитлеровской оккупации Весёлое было сожжено фашистами. Зимой 41-42 года рядом с селом партизанский отряд Ковпака поймал в засаду и разгромил 2 полка венгров и около 500 местных полицаев.
- В 1972 году к селу Весёлое было присоединено соседнее село Погаричи[3].

## Экономика
- Молочно-товарная ферма.
- «Хлебороб», ООО.

## Объекты социальной сферы
- Школа.
- Дом культуры.